# Чувашский национальный музей
Чува́шский национа́льный музе́й (чув. Чӑваш наци музейӗ) — культурно-образовательное и научно-исследовательское учреждение Чувашской Республики. Крупнейшее хранилище памятников природы, истории, материальной и духовной культуры чувашского и других этносов, центр всей музейной работы на территории Чувашской Республики и в местах компактного проживания чувашей в других регионах Российской Федерации.
В музее собираются, хранятся и изучаются материалы, начиная от эпохи камня и до наших дней (предметы археологии, истории, искусства, техники и т. д.). Его фонды насчитывают более 212 тысяч музейных предметов.
Музей находится (2021) под управлением юридического лица — Бюджетное учреждение Чувашской Республики «Чувашский национальный музей» Министерства культуры, по делам национальностей и архивного дела Чувашской Республики.

## История
Дискуссии о создании Чувашского национального музея стали вестись после Февральской революции 1917 года. На Общечувашском национальном съезде, проходившем 20–28 июня 1917 г. в Симбирске, была принята следующая резолюция о необходимости создания музея, который впоследствии был открыт в марте 1919 г. в Казани.
Одновременно 1919 г. идея создания музея возникла у преподавателей Пролетарского (народного) университета, открытого в Чебоксарах 2 марта 1919 г. Предложение о создании при университете «музея древности» выдвинули Павел Евгеньевич Мартенс и некоторые другие преподаватели 20 марта 1919 г. на заседании исполкома совета Чебоксарского народного университета. В документах музей стал называться Чебоксарским музеем. Сотрудниками музея, который располагался а Доме купца П.Е. Ефремова, в 1919 г. и в течение 1920 г. были Н.П. Неверов, П.Е. Мартенс и Н.А. Гинцель.
В течение 1920 г. велась подготовка к открытию Центрального чувашского музея (ЦЧМ). Образование Чувашской автономной области 24 июня 1920 г. ускорило процесс подготовки к открытию ЦЧМ. Областная секция по делам музеев и охране памятников искусства и старины Областного отдела народного образования Чувашской автономной области (Оботнароба) приняла решение открыть музей 12 февраля 1921 г. Заведующим стал Н.П. Неверов, хранителем – А.В. Васильев (он же был и заведующим отделом этнографии), заведующим отделом истории – Е.М. Юровская, отделом археологии – П.А. Успенский, отделом сельского хозяйства и естественно-историческим –С. А. Кукарников, художественным отделом (отделом искусства) – М. С. Спиридонов.
17 апреля 1921 года при музее было создано Общество изучения местного (чувашского) края, объединившее в своих рядах лучших представителей чувашской научной и творческой интеллигенции. Музей и общество интенсивно занимались поиском и сбором наглядных материалов, организацией различных экспедиций. Они явились первыми научными учреждениями, положившими начало систематическому изучению истории, культуры, быта и природы Чувашии.
Музей разместился в пяти комнатах нижнего этажа одного из лучших архитектурных сооружений города (построен в 1884 г. чувашским купцом П.Е. Ефремовым), тогда так называемого Народного дома. В июне 1921 г. была получена Охранная грамота, гарантировавшая музею, что «помещение, коллекции, библиотека, обстановка и прочий инвентарь ни в коем случае реквизиции, конфискации, уплотнению и занятию кем-либо не подлежат». Музею также были переданы два сада купцов Сергея и Николая Ефремовых (сыновья П.Е. Ефремова) с оранжереями, теплицами, парниками для устройства учебно-показательного Ботанического сада. Уже в 1923 г. сады были переданы в распоряжение других организаций и подверглись расхищению и разорению.
Музей открылся для посещения 19 ноября 1922 г. Работали этнографический, историко-археологический, промышленный, естественный, художественный, медицинский отделы.
В 1930 г. музей был переведен в здание бывшей церкви Успения Пресвятой Богородицы г. Чебоксары, постройки 1763 г. В этом здании он находился 50 лет.
Спад в деятельности музея в 1930-е гг. отражал общие изменения в социально-политической сфере в связи с нарушением демократических начал. Массовые необоснованные репрессии нанесли тяжелый урон музейному делу и краеведению. Примечательно и трагично то, что тюрьма НКВД находилась в подвале отнятого здания музея. Среди жертв тоталитарного режима оказались бывший директор Чувашского центрального музея М.П. Петров-Тинехпи, бывший заведующий отделом истории и археологии И.Т. Тихонов-Микусь, заведующий отделом промышленности М.Н. Лентовский. Были изъяты из коллекций и уничтожены многие предметы, книги и рукописи авторов, подвергшихся преследованию.
С 1937 г. учреждение стало именоваться Чувашским центральным музеем краеведения, а с 1940 г. – Краеведческим музеем Чувашской АССР. В 1939 г. хранившиеся здесь произведения искусства были выделены в особый фонд, на базе которого организовалась Чувашская художественная галерея. В годы Великой Отечественной войны музей находился на консервации. В здании также расположился архив воинской части. В ноябре 1944 г. двери музея вновь были открыты для посетителей. В послевоенные годы шло дальнейшее развитие музея. В это время были созданы новые экспозиции, основанные на широких научных исследованиях. Продолжался сбор новых интересных материалов, активный поиск, работа над выставками и экспозициями.
В 1980 г. в связи со строительством Чебоксарской ГЭС и подъемом уровня воды в Волге Чувашский республиканский краеведческий музей был переведен из бывшей Успенской церкви в здание, построенное в конце XIX в. купцом М.Е. Ефремовым. За короткий срок здесь на площади 800 кв. метров были развернуты новые экспозиции.
В 1991 г. музею было возвращено здание, в котором он начинал свою деятельность в 1921 г. Здесь разместился Музейно-выставочный центр. В апреле 1993 г. произошло еще одно знаменательное событие: изменился статус музея. Постановлением Совета Министров Чувашской Республики он стал Чувашским национальным музеем.
Директор музея И. П. Меньшикова.

## Коллекции  музея
Фондовое собрание насчитывает более 210 тысяч единиц хранения, систематизированных по видам материалов в 17 музейных коллекций. Первыми сформированными коллекциями в музее стали археологическая, этнографическая и естественно-научная.
По-видимому, у музея в начале его существования не было четких критериев отбора экспонатов. Достаточно сложно определить точный состав первых экспонатов в силу многих причин. Во-первых, не сохранилась опись фонда Чебоксарского уездного музея, ставшего основной для фондовой коллекции Центрального чувашского музея (ЦЧМ). Судя по обзорной статье о Чебоксарском уездном музее в 1920 г., первоначально этнографические экспонаты в музее отсутствовали. Экспонатами музея в 1920 г. являлись таблицы, наглядные пособия бывших мастерских Вятского губернского земства, картины казанских художников, переданные Казанским музейным фондом, минералы, образцы кустарных изделий, предметы из фарфора и т. д. Во-вторых, трудность установления точного состава первых экспонатов связана с тем, что внесение всех коллекций и экспонатов в инвентарную книгу, которая фактически являлась книгой поступлений, произошло довольно-таки поздно — в течение лета и осени 1922 г. и всего 1923 г. В кратком докладе о состоянии музея 27 июня 1922 г. его заведующий М. С.Спиридонов писал: «...Музей представляет собой склад случайных, неразобранных, неописанных экспонатов. Предметы приобретались без особого разбора и сваливались в кучу. Многие экспонаты даже совершенно нигде не зачислены, только во время приема пришлось их записать и составить особые описи». Хотя в первой книге поступлений список первых экспонатов датируется 12 февраля 1921 г. (днем открытия музея), но, скорее всего, там записаны предметы, приобретенные ранее. В частности, среди них перечисляются чучело головы лося и 4 картины маслом, купленные П. Е.Мартенсом в Москве и Казани. Известно, что П. Е.Мартенс был работником Чебоксарского уездного музея и был уполномочен Подотделом по делам музеев и охране памятников искусства и старины Наркомпроса РСФСР на принятие всех мер по охране художественно-исторических ценностей, находящихся в пределах г. Чебоксары с сентября 1919 г. по 17 января 1921 г. В феврале 1921 г. он отошел от музейного дела. В 1919—1920 гг. он выезжал в Москву и Казань, где, по нашему предположению, мог приобрести вышеупомянутые предметы, обозначенные в первой книге поступлений. Кроме того, в той же книге поступлений под № 15 от 12 февраля 1921 г. записан герб Российской империи от земского начальника Егорова, хотя достоверно известно, что герб был изъят Н. П.Неверовым из имения Егорова в Козловке 28 мая 1920 г.. Сложность установления состава первых экспонатов ЦЧМ обусловлена еще и тем, что не все предметы, переданные в музей, фиксировались в актах Областной секции по делам музеев и охране памятников искусства, старины Чувашской автономной области.
В музее сформированы следующие коллекции:
- археологическая;
- этнографическая;
- ботаническая;
- геологическая;
- палеонтологическая;
- орнитологическая;
- энтомологическая;
- документальная;
- нумизматики;
- памятников рунического письма;
- живописи.
- редких книг.

## Структура
Бюджетное учреждение Чувашской Республики «Чувашский национальный музей» Министерства культуры, по делам национальностей и архивного дела Чувашской Республики имеет  филиалы:
- Музей В. И. Чапаева (Чебоксары);
- Музей чувашской вышивки (открыт 23 июня 2015 года)
- Музей М. Сеспеля (Чебоксары);
- Мемориальный комплекс «Родина Михаила Сеспеля»;
- Литературный музей им. К. В. Иванова (Чебоксары);
- Музей воинской славы Чувашской Республики.